# Dorfkirche Niemica
Die Dorfkirche von Niemica (deutsch Nemitz, Kreis Schlawe/Pommern) ist ein Back- und Feldsteinbau aus dem frühen 13. Jahrhundert und das älteste Gotteshaus in der Region Sławno (Schlawe) in der polnischen Woiwodschaft Westpommern. Sie trägt heute den Namen Kościół Wniebowzięcia Najświętszej Marii Panny (NMP) Kirche Mariä Himmelfahrt.

## Baubeschreibung
Die Kirche liegt mitten im Dorf am Schnittpunkt der Staatsstraße 6 Stettin–Danzig mit den Nebenstraßenverbindungen nach Grabowo (Martinshagen)–Dobiesław (Abtshagen), nach Bartolino (Bartlin)–Sulechowo (Groß Soltikow)–Polanów (Pollnow) sowie nach Kusice (Kuhtz)–Ratajki (Ratteick).
Auffallend am Erscheinungsbild der Nemitzer Dorfkirche mit Westturm ist der fehlende Chor. Seine Ostwand durchbrechen zwei spitzbogige Fenster, den Giebel darüber gliedern schmale Blenden. Die Längswände werden durch schmale Strebepfeiler verstärkt. Der Turm zeigt romanische Wölbungen, und im Kirchenschiff befinden sich gotische Stilelemente.
Im Jahre 1219 hat der Camminer Bischof Sigwin (1191–1219) die damalige St.-Anna-Kirche geweiht und sie mit zwei Hufen und dem Zehnten des Ortes ausgestattet. Der erste Bau wurde in der folgenden Zeit mehrfach um- und ausgebaut.

## Ausstattung
Die Ausstattung mit Altar, Kanzel, Gestühl und Taufstein stammt aus dem 17. Jahrhundert. Das Mittelbild des bemalten Renaissancealtars von 1626 ist ein Relief der Darstellung der Kreuzigung Jesu mit Maria und Johannes vor dem Kreuz. Auf den Seitenstücken sind zwei Wappen zu sehen, darüber eine Darstellung der Auferstehung Jesu Christi, der eine Siegesfahne trägt.
Auf Veranlassung des Nemitzer Pfarrers Sellicke (Selchius) wurde 1648 eine neue Kanzel geschaffen und auf Kosten des Rittmeisters von Natzmer bemalt. In den Füllungen zwischen freistehenden Ecksäulen sind die vier Evangelisten abgebildet.
Das Messingtaufbecken trägt ein Relief der Verkündigung Mariens.
In der Mitte des 19. Jahrhunderts wurde die Kirche unter dem Patron Anton von Kleist renoviert und mit einer Orgel ausgestattet.

## Kirchengemeinde
Aus dem Jahre 1250 wird die Übertragung des Patronats der Kirche durch den wendischen Truchsess Stephan von Nemitz berichtet, und im Jahre 1267 stiftete der Camminer Bischof Hermann von Gleichen (1251–1289) die Pfarre, der er die Dörfer Bartlin (heute polnisch Bartolino), Borkow (Borkowo), Groß- und Klein Soltikow (Sulechowo bzw. Sulechówko), Kuhtz (Kusice), Leikow (Lejkowo), Panknin (Pękanino) und Zirchow (Sierakowo Sławieński) sowie vier Hufen beifügte.
Die Parochie Nemitz blieb als Kirchspiel nahezu unverändert in nachreformatorischer Zeit bestehen. Vor 1945 waren Bartlin und Kuhtz und dann auch Söllnitz (Zielenica) eingepfarrt, und die übrigen früheren Orte bildeten gemeinsam die Filialgemeinde Klein Soltikow innerhalb des Kirchspiels Nemitz. Das Dorf Leikow bildete mit Zirchow zuletzt ein Pfarrvikariat.
Vor 1945 hatten die Gutsbesitzer der Kirchspieldörfer das Kirchenpatronat inne: von Natzmer-Nemitz und von Schlieffen-Klein Soltikow.
Das Kirchspiel Nemitz gehörte bis 1945 zum Kirchenkreis Rügenwalde (Darłowo) der Kirchenprovinz Pommern der Evangelische Kirche der altpreußischen Union. 1940 zählte es 2183 Gemeindeglieder.
Heute gehören die Kirchspieleinwohner überwiegend zur katholischen Kirche in Polen. Niemica ist nur noch Filialkirche in der Parafia Sulechówko (Klein Soltikow). Die evangelischen Kirchenglieder werden vom Pfarramt in Koszalin (Köslin) in der Diözese Pommern-Großpolen der Evangelisch-Augsburgischen (d. h. lutherischen) Kirche in Polen betreut.
Die Kirchenbücher in Nemitz wurden seit 1647 geführt. Noch erhaltene Unterlagen werden vom Staatsarchiv in Stettin, die von der Filialgemeinde Klein Soltikow vom Staatsarchiv in Köslin aufbewahrt.

## Pfarrer
In der Zeit zwischen 1535 und 1945 waren als Geistliche tätig:
1. Jakob Krüger, 1579
2. Jonathan Hartmann
3. Jakob Sellicke (Selchius), 1647–1678
4. Johann Adam, 1680–1709
5. Martin Rhode, 1710–1721
6. Christoph Friedrich Wisch, 1722–1737
7. Christian Friedrich Ventzke, 1738–1791
8. Johannes Andreas Onnasch, 1791–1835
9. Karl Wilhelm Ferdinand Hesse, 1836–1847
10. Julius Heinrich Tietz, 1848–1876
11. Karl Georg Büge, 1876–1878
12. Karl Paul Johannes Schönberg, 1878–?
13. Paul Post, 1916–1928
14. Martin Voßberg, 1928–1945